# ニクラス・ロム
ニクラス・ロム（1993年7月28日 - ）はドイツのサッカー選手。ポジションはGK。バイエル・レバークーゼン所属。

## 経歴
2012年12月6日のローゼンボリBK戦でプロデビュー。
2014-15シーズンは第3GKとして当初は位置するも、間も無く3. リーガのハレシャーFCに期限付き移籍した。
その後、SCプロイセン・ミュンスターやSVザントハウゼンに期限付き移籍した後、2019-20シーズンより再びレバークーゼンの第3GKとして帰還した。2020年5月6日には、レバークーゼンとの契約を2022年まで延長している。